# 普雷克角
63°40′55.7″S 60°48′51″W / 63.682139°S 60.81417°W

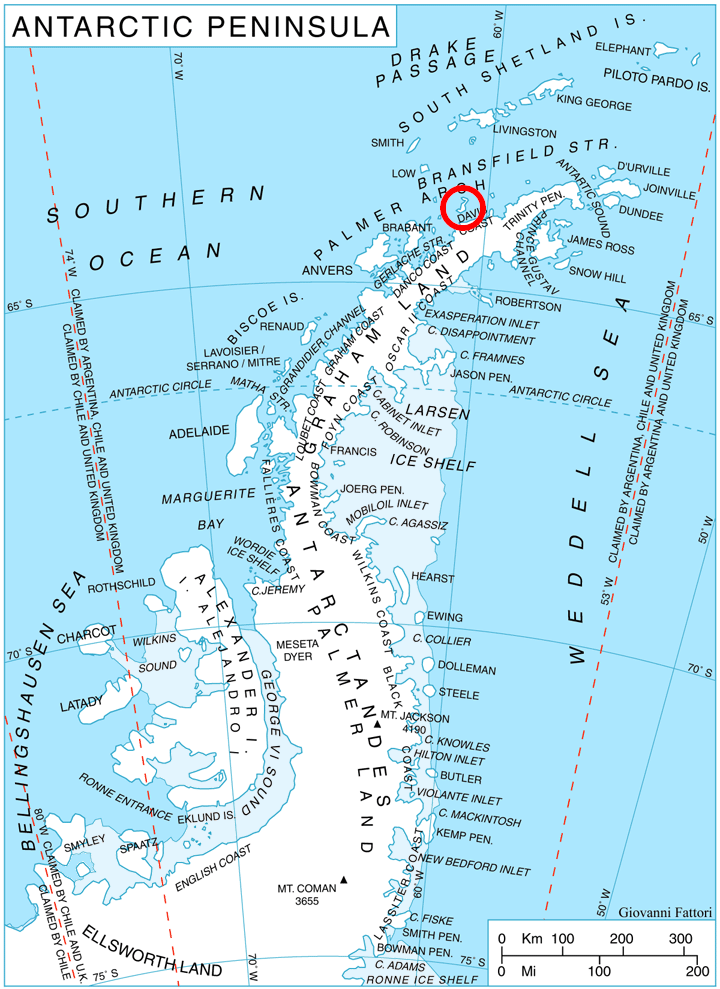

普雷克角（Preker Point），是南極洲的海岬，位於帕默群島的特里尼蒂島西岸，處於沃拉斯頓角西南面2.12公里和布里亞角西北面2.26公里，以保加利亞的山峰命名，現時由南極條約體系管理。